# Arthur Meulemans
Athur Meulemans (født 9. maj 1884 i Aarschot, Belgien, død 29. juni 1966 i Brussel, Belgien) var en belgisk komponist, dirigent og pianist.
Melumans studerede tidligt klaver privat hos lærere på sin hjemegn. Herefter studerede han komposition på Lemmensinstituut i Mechelen. Han har skrevet 15 symfonier og orkesterværker. Meulemans hører til en af Belgiens vigtigste komponister. Han har skrevet over 350 værker, hvor de fleste er orkesterværker. Han var i en periode dirigent for Bruxelles Filharmoniske Orkester. 

## Udvalgte værker
- Symfoni nr. 1 (1931) - for orkester
- Symfoni nr. 2 (1933) - for orkester
- Symfoni nr. 3  "Pine Symfoni " (1933) - for orkester
- Symfoni nr. 4 (1935) - for blæsere og slagtøj
- Symfoni nr. 5 "Danse Symfoni" (1938) - for kvindestemme og orkester
- Symfoni nr. 6  "Hav Symfoni" (1940) - for  kontraalt,  kor og orkester
- Symfoni nr. 7 "Svaneliv" (1940)  - for orkester
- Symfoni nr. 8  "Efterårs Symfoni" (1942) - for solister, kor og orkester
- Symfoni nr. 9 (1943) - for orkester
- Symfoni nr. 10 "Salmesymfoni" (1943) - for 2 fortællere,  solister, kor og orkester
- Symfoni nr. 11 (1946) - for orkester
- Symfoni nr.  12 (1948) - for orkester
- Symfoni nr. 13 "Rembrandt Symfoni" (1951) - for orgel og orkester
- Symfoni nr. 14 (1954) - for orkester
- Symfoni nr. 15 (1960) - for orkester
- 3 Sinfoniettas (1951, 1959, 1960) - for kammerorkester
- Cellokoncert (1920) - for cello og orkester
- Klaverkoncert (1941) - for klaver og orkester
- Violinkoncert (1942) - for violin og orkester
- Paukekoncert (1954) - for solopauker og orkester
- "Solnedgang" (19039 - for sopran og klaver
- "Hav cyklus" (1940) - for høj stemme og orkester
- 5 Strygerkvartetter nr. 1 "Fra mit liv" (1907), nr. 2 (1932),  nr.  3 (1933); nr .  4 (1944), nr . 5 (1952)